# اداره استاندارد مالزی

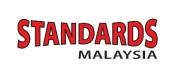
لوگوی اداره استاندارد مالزی

اداره استاندارد مالزی (به انگلیسی: Department of Standards)، اداره مرکزی استاندارد و سازمان مرکزی اعتبارسنجی است که از طریق استاندارد سازی معتبر و خدمات اعتبارسنجی در جهت رقابت پذیری جهانی، اطمینان کافی را در دسترس بخش های مختلف ذینفع، قرار می دهد. طبق مصوبه ۱۹۹۶ (مصوبه ۵۴۹) استاندارد مالزی، اداره استاندارد مالزی یک نهاد است که در روز ۲۸ اوت ۱۹۹۶ تحت حوزه وزارت سرمایه گذاری، تجارت و صنعت ایجاد شد.